# Peridroma purpurascens
Peridroma purpurascens là một loài bướm đêm trong họ Noctuidae.